# Franco Bertini
Pour les articles homonymes, voir Bertini.
Franco Bertini, né le 28 août 1938, à Pesaro, en Italie, est un ancien joueur italien de basket-ball.

## Palmarès
- Vainqueur des Jeux méditerranéens de 1963
- Finaliste des Jeux méditerranéens de 1967
- Finaliste de l'Universiade d'été de 1959